# Pachydactylus acuminatus
Pachydactylus acuminatus är en ödleart som beskrevs av  Vivian William Maynard Fitzsimons 1941. Pachydactylus acuminatus ingår i släktet Pachydactylus och familjen geckoödlor. Inga underarter finns listade i Catalogue of Life.